# جيم بيرك (منتج أفلام)
جيم بيرك (بالإنجليزية: Jim Burke)‏ هو منتج أفلام أمريكي، ولد في 11 ديسمبر 1957.

## وصلات خارجية
- جيم بيرك على موقع IMDb (الإنجليزية)
- جيم بيرك على موقع قاعدة بيانات الفيلم (الإنجليزية)